# Global StarCraft II League

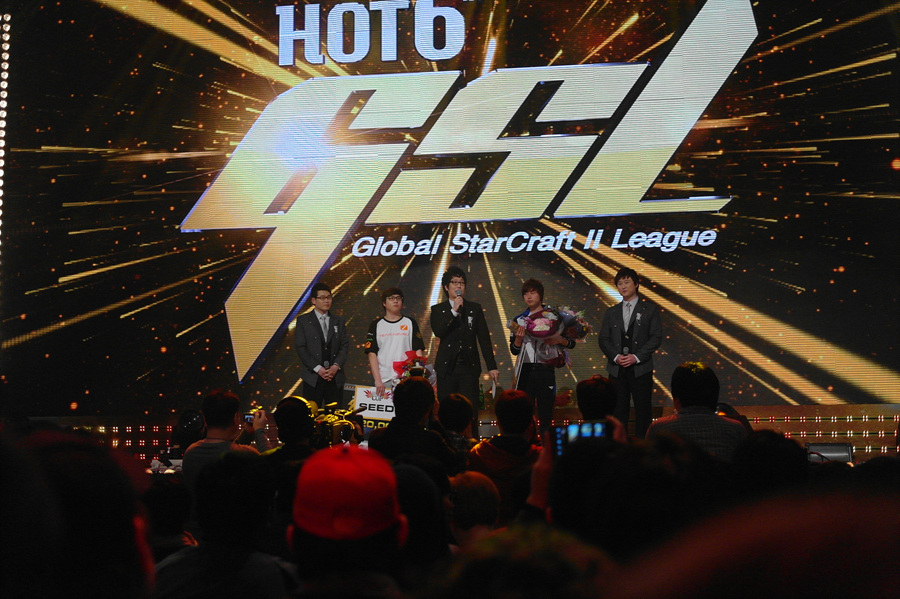
Siegerehrung nach dem GSL-Finale 2013 (Season 1)

Die Global Starcraft II League (kurz GSL) ist ein StarCraft-II-Turnier, welches durch GomTV und Blizzard Entertainment in Südkorea ausgerichtet wird. Seit 2016 wird das Turnier nicht mehr von GomTV, sondern von AfreecaTV ausgerichtet. Alle Übertragungen werden von spielerfahrenen Kommentatoren begleitet.
Es gibt einen englischen Stream für alle nicht-koreanischen Zuschauer. Mit der Global StarCraft II Team-League (kurz GSTL) existierte bis 2013 auch eine Teamliga, die parallel zur GSL ausgetragen wurde und in Konkurrenz zur Proleague stand.

## Geschichte und Modus
Die 2010 Open Seasons waren die ersten GSL-Turniere. Es waren drei Erstturniere mit einem Preispool von insgesamt 600 Millionen Won (etwa 380.000 €) und einem Preisgeld von 100 Millionen Won für den Gewinner. Diese Summen zogen weltweit die Aufmerksamkeit auf sich, denn sie gehörten zu den bis dahin größten der E-Sport-Geschichte. Der Zweck der 2010 Open Season war die Qualifikation der Spieler für die Code-S- und Code-A-Ligen.
Ab 2011 wurden die GSL ein regelmäßig stattfindendes Turnier, welches mehrere Male pro Jahr ausgetragen wurde. Die Qualifizierung für die Code-A-Unterliga wird stets vor einer neuen Saison abgehalten. Lediglich die Top-Spieler des koreanischen Battle.net (Code B) dürfen teilnehmen. In der Code-A-Liga spielen insgesamt 32 Spieler. Die besten sieben der Code-A-Liga und die letzten acht Code-S-Spieler nehmen an Up & Down Matches teil, zu jeweils fünf in einer Gruppe. Die zwei besten Spieler jeder Fünfergruppe qualifizieren sich für die Code-S-Liga, welche aus den 32 besten Spielern Koreas besteht. Der Code-S-Gewinner wird als GSL Champion gekürt.
Die Top-3-Spieler des GSL-Rankings sowie sieben Gewinner anderer wichtiger Turniere des vergangenen Jahres wie z. B. MLG, DreamHack oder den World Cyber Games qualifizieren sich für den Blizzard Cup. Das Turnier begann mit einer Gruppenphase mit zwei Gruppen à fünf Spieler. Die beiden Erstplatzierten rücken direkt ins Halbfinale vor, die Zweit- und Drittplatzierten spielen in zwei Viertelfinals um den Einzug ins Halbfinale. Der Gewinner darf sich bester Spieler der GSL Tour des vergangenen Jahres nennen.
Die amerikanische Major League Gaming und GomTV hatten 2011 und 2012 einen Spieleraustausch zwischen den Turnieren organisiert. Die MLG lud zu jedem Turnier vier koreanische Spieler direkt für den Championship Pool ein. Seit der MLG Anaheim 2011 erlangte der MLG-Gewinner eine Code-S-Platzierung. Die Top drei der nicht-koreanischen Spieler (Top vier wenn der Gewinner koreanisch ist) erhielten Code-A-Platzierungen.
Ab 2013 war die GSL Teil der internationalen StarCraft II World Championship Series (kurz WCS).

## Galerie

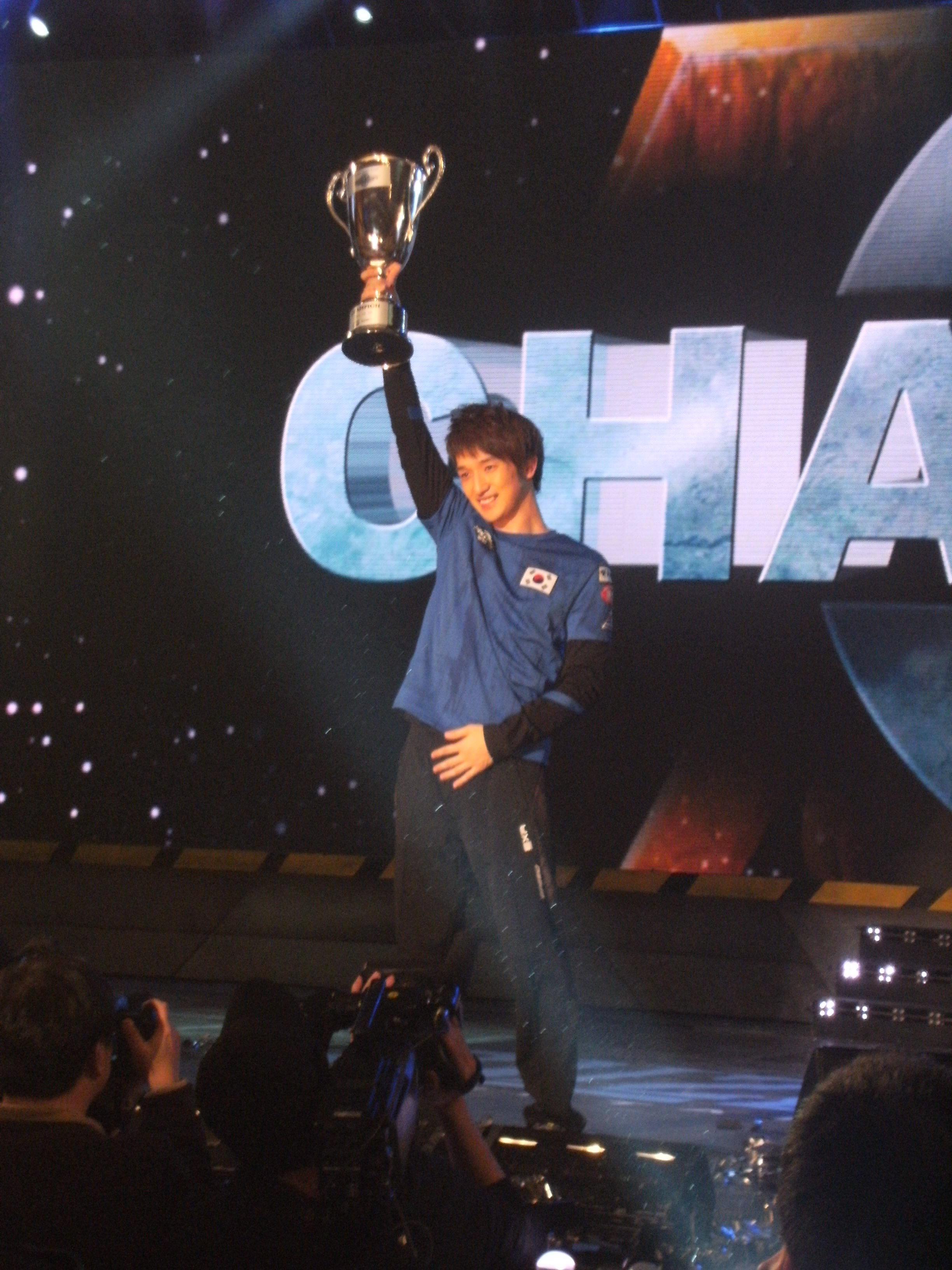
„MMA“ gewinnt den Blizzard Cup 2011
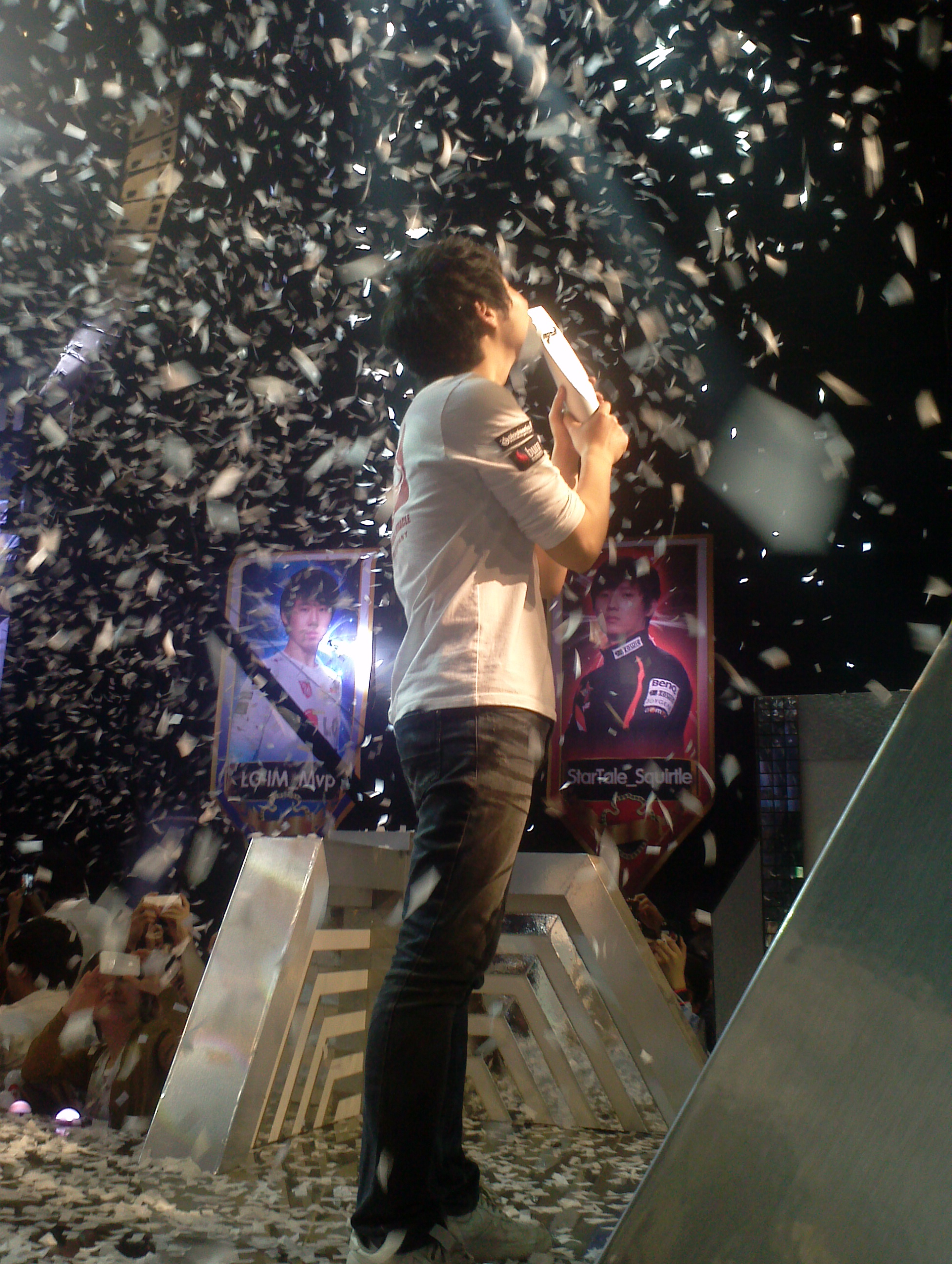
„Mvp“ gewinnt seinen vierten GSL-Titel (Season 2 2012)
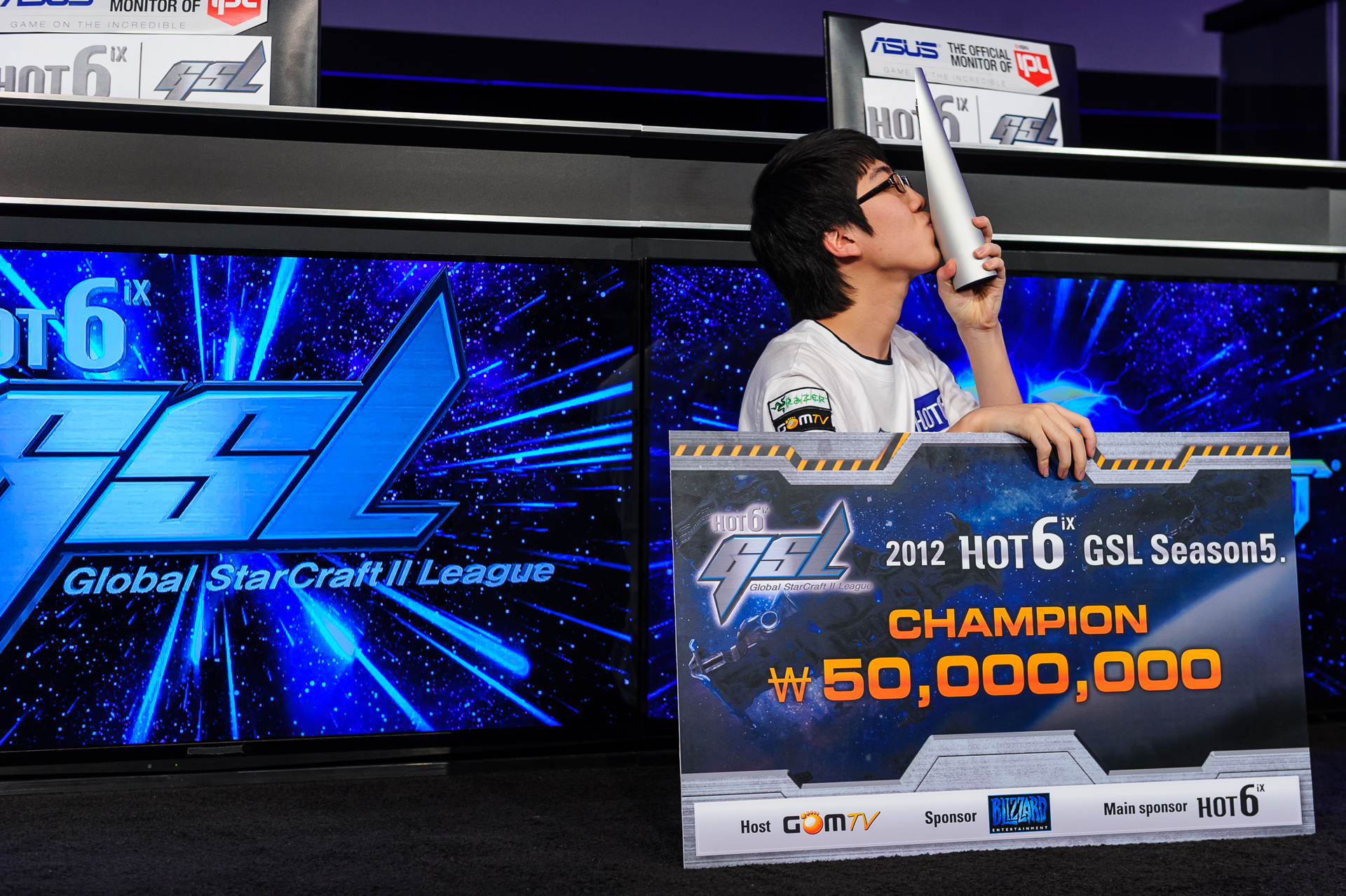
Überraschungssieger „Sniper“ (Season 5 2012)
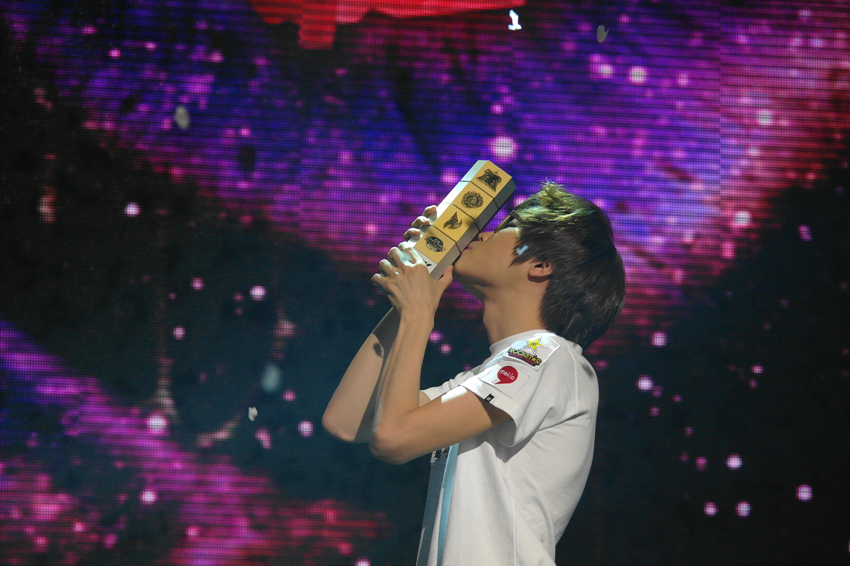
„Soulkey“ gewinnt bei der GSL Season 1 2013
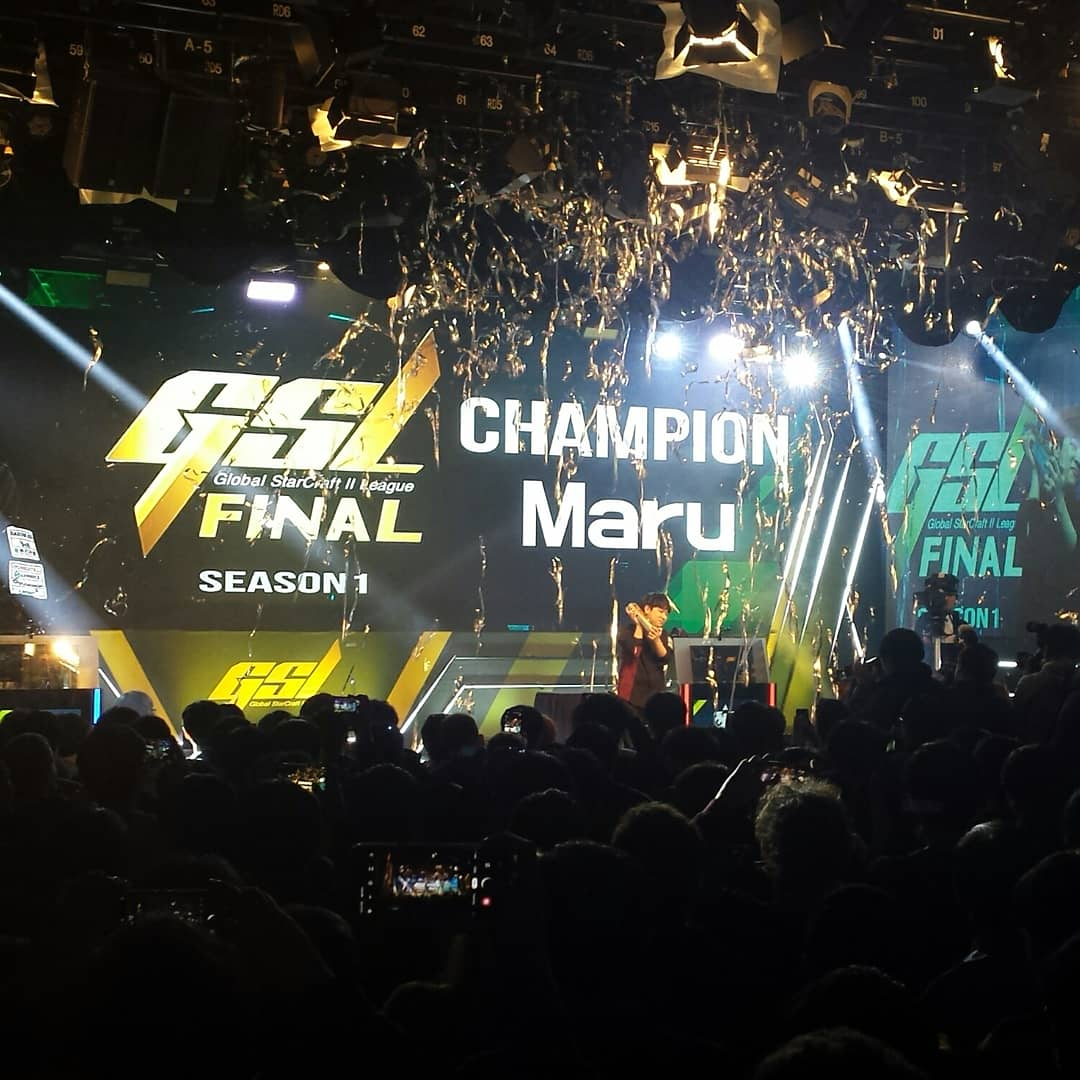
GSL-Rekordsieger „Maru“ nach dem Erfolg beim Finale 2019 (Season 1)
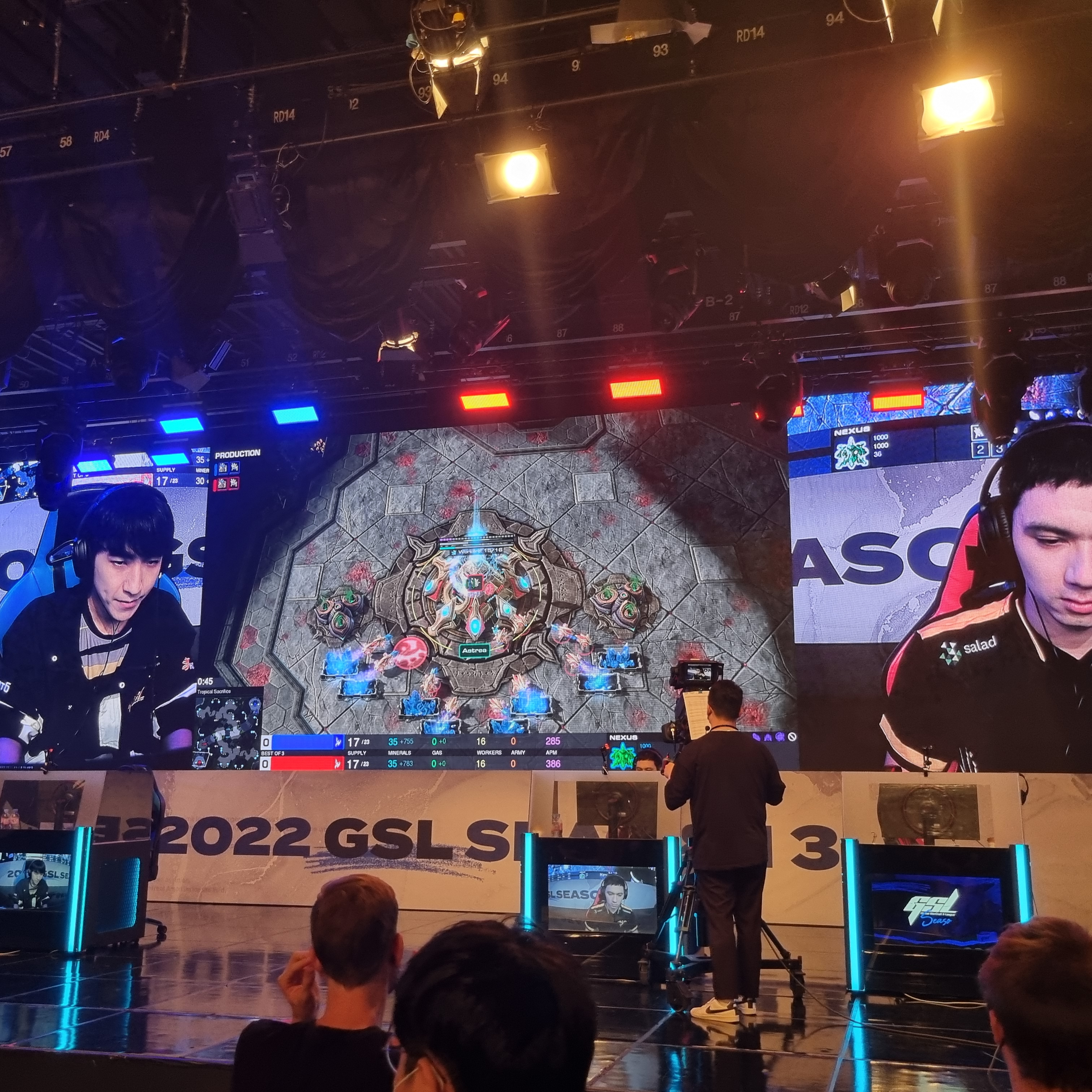
Duell in der Vorrunde zwischen „herO“ und „Astrea“ (2022)
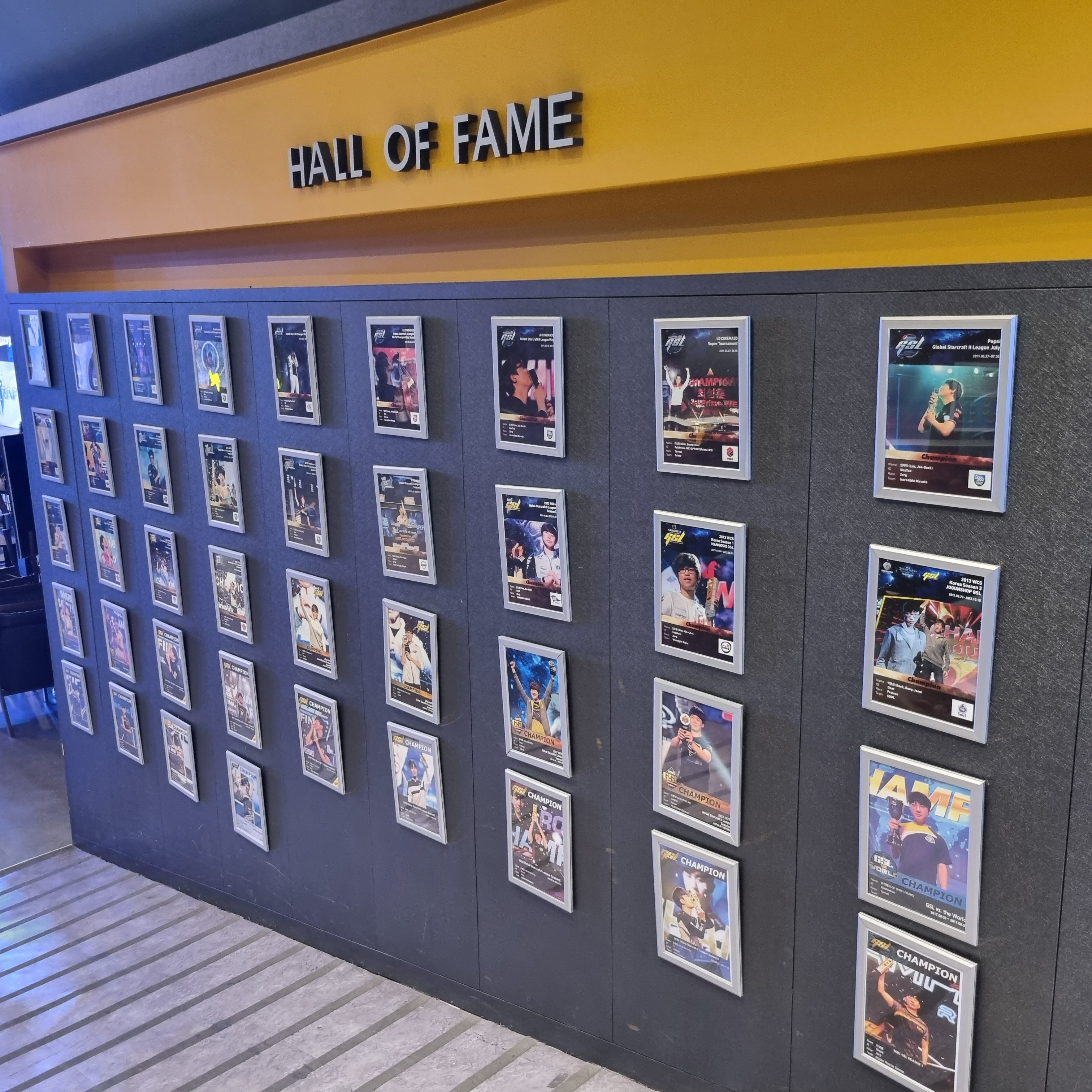
Hall of Fame im GSL-Studio

## Ergebnisse

### GSL
| Jahr | Name des Turniers                     | Preisgeld     | Gewinner                    | Gewinner     | Gewinner  | Ergebnis | Finalist                    | Finalist     | Finalist  |
| Jahr | Name des Turniers                     | Preisgeld     | Name / Rasse                | Name / Rasse | Team      | Ergebnis | Name / Rasse                | Name / Rasse | Team      |
| ---- | ------------------------------------- | ------------- | --------------------------- | ------------ | --------- | -------- | --------------------------- | ------------ | --------- |
| 2010 | TG-Intel Open Season 1                | ₩ 199.600.000 | Kim „FruitDealer“ Won-gi    | Z            | TSL       | 4 – 1    | Kim „Rainbow“ Sung-je       | T            | StarTale  |
| 2010 | Sony Ericsson Open Season 2           | ₩ 199.600.000 | Lim „NesTea“ Jae-duk        | Z            | IM        | 4 – 3    | Lee „MarineKing“ Jung-hoon  | T            | Prime     |
| 2010 | Sony Ericsson Open Season 3           | ₩ 199.600.000 | Jang „MC“ Min-chul          | P            | oGs       | 4 – 1    | Park „Rain“ Seo-yong        | T            | TSL       |
| 2011 | Sony Ericsson GSL Jan.                | ₩ 132.000.000 | Jung „Mvp“ Jong-hyun        | T            | IM        | 4 – 0    | Lee „MarineKing“ Jung-hoon  | T            | Prime     |
| 2011 | 2nd Generation Intel Core GSL Mar.    | ₩ 132.000.000 | Jang „MC“ Min-chul          | P            | oGs       | 4 – 1    | Park „July“ Sung-joon       | Z            | StarTale  |
| 2011 | LG Cinema 3D World Championship Seoul | ₩ 109.000.000 | Jung „Mvp“ Jong-hyun        | T            | IM        | 4 – 2    | Lee „MarineKing“ Jung-hoon  | T            | Prime     |
| 2011 | LG Cinema 3D GSL May                  | ₩ 132.000.000 | Lim „NesTea“ Jae-duk        | Z            | IM        | 4 – 0    | Song „InCa“ Joon-hyuk       | P            | oGs       |
| 2011 | LG Cinema 3D GSL Super Tournament     | ₩ 202.000.000 | Choi „Polt“ Sung-hoon       | T            | Prime     | 4 – 0    | Moon „MMA“ Sung-won         | T            | SlayerS   |
| 2011 | Pepsi GSL July                        | ₩ 132.000.000 | Lim „NesTea“ Jae-duk        | Z            | IM        | 4 – 0    | Hwang „LosirA“ Kang-ho      | Z            | IM        |
| 2011 | Pepsi GSL August                      | ₩ 132.000.000 | Jung „Mvp“ Jong-hyun        | T            | IM        | 4 – 1    | Kim „TOP“ Jung-hoon         | T            | oGs       |
| 2011 | Sony Ericsson GSL October             | ₩ 132.000.000 | Moon „MMA“ Sung-won         | T            | SlayerS   | 4 – 1    | Jung „Mvp“ Jong-hyun        | T            | IM        |
| 2011 | Sony Ericsson GSL November            | ₩ 132.000.000 | Jung „Jjakji“ Ji-hoon       | T            | Hoseo     | 4 – 2    | Lee „Leenock“ Dong-nyoung   | Z            | FXOpen    |
| 2011 | Blizzard Cup                          | ₩ 068.000.000 | Moon „MMA“ Sung-won         | T            | SlayerS   | 4 – 3    | Park „DongRaeGu“ Soo-ho     | Z            | MVP       |
| 2012 | Hot6ix GSL Season 1                   | ₩ 132.000.000 | Park „DongRaeGu“ Soo-ho     | Z            | MVP       | 4 – 2    | Jung „Genius“ Min-soo       | P            | MVP       |
| 2012 | Hot6ix GSL Season 2                   | ₩ 132.000.000 | Jung „Mvp“ Jong-hyun        | T            | IM        | 4 – 3    | Park „Squirtle“ Hyun-woo    | P            | StarTale  |
| 2012 | Monsieur J GSL Season 3               | ₩ 132.000.000 | Ahn „Seed“ Sang-won         | P            | IM        | 4 – 1    | Jang „MC“ Min-chul          | P            | SK        |
| 2012 | Hot6ix GSL Season 4                   | ₩ 132.000.000 | Lee „Life“ Seung-hyun       | Z            | StarTale  | 4 – 3    | Jung „Mvp“ Jong-hyun        | T            | IM        |
| 2012 | Hot6ix GSL Season 5                   | ₩ 132.000.000 | Kwon „Sniper“ Tae-hoon      | Z            | MVP       | 4 – 3    | Ko „Hyun“ Seok-hyun         | Z            | TSL       |
| 2012 | Blizzard Cup                          | ₩ 068.000.000 | Lee „Life“ Seung-hyun       | Z            | StarTale  | 4 – 2    | Won „PartinG“ Lee-sak       | P            | StarTale  |
| 2013 | Hot6ix GSL Season 1                   | ₩ 132.000.000 | Shin „RorO“ No-yeol         | Z            | Samsung   | 4 – 2    | Kang „Symbol“ Dong-hyun     | Z            | AZUBU     |
| 2013 | WCS Korea Season 1 Mangosix GSL       | 100.000 $     | Kim „Soulkey“ Min-chul      | Z            | Woongjin  | 4 – 3    | Lee „INnoVation“ Shin-hyung | T            | STX SouL  |
| 2013 | WCS Korea Season 3 Jogunshop GSL      | 100.000 $     | Baek „Dear“ Dong-jun        | P            | STX SouL  | 4 – 2    | Eo „soO“ Yoon-su            | Z            | SKT T1    |
| 2013 | Hot6ix Cup                            | ₩ 044.000.000 | Jung „Rain“ Yoon-jong       | P            | SKT T1    | 4 – 2    | Kim „Soulkey“ Min-chul      | Z            | Woongjin  |
| 2014 | WCS Korea Season 1 GSL                | ₩ 160.200.000 | Joo „Zest“ Sung-wook        | P            | KT        | 4 – 3    | Eo „soO“ Yoon-su            | Z            | SKT T1    |
| 2014 | GSL Global Championship               | 18.900 $      | Joo „Zest“ Sung-wook        | P            | KT        | 4 – 3    | Won „PartinG“ Lee-sak       | P            | SKT T1    |
| 2014 | WCS Korea Season 2 GSL                | ₩ 160.200.000 | Kim „Classic“ Doh-woo       | P            | SKT T1    | 4 – 2    | Eo „soO“ Yoon-su            | Z            | SKT T1    |
| 2014 | WCS Korea Season 3 GSL                | ₩ 160.200.000 | Lee „INnoVation“ Shin-hyung | T            | SKT T1    | 4 – 2    | Eo „soO“ Yoon-su            | Z            | SKT T1    |
| 2014 | Hot6ix Cup                            | ₩ 043.000.000 | Kim „sOs“ Yoo-jin           | P            | Jin Air   | 4 – 1    | Lee „MarineKing“ Jung-hoon  | T            | MVP       |
| 2015 | WCS Korea Season 1 GSL                | ₩ 093.600.000 | Lee „Life“ Seung-hyun       | Z            | KT        | 4 – 3    | Won „PartinG“ Lee-sak       | P            | yoe FW    |
| 2015 | WCS Korea Season 2 GSL                | ₩ 093.600.000 | Jung „Rain“ Yoon-jong       | P            | mYi       | 4 – 1    | Han „ByuL“ Ji-won           | Z            | CJ Entus  |
| 2015 | WCS Korea Season 3 GSL                | ₩ 093.600.000 | Lee „INnoVation“ Shin-hyung | T            | SKT T1    | 4 – 2    | Han „ByuL“ Ji-won           | Z            | CJ Entus  |
| 2016 | GSL Season 1                          | ₩ 182.000.000 | Joo „Zest“ Sung-wook        | P            | KT        | 4 – 2    | Jun „TY“ Tae-yang           | T            | KT        |
| 2016 | GSL Season 2                          | ₩ 182.000.000 | Byun „ByuN“ Hyun-woo        | T            | (teamlos) | 4 – 2    | Kim „sOs“ Yoo-jin           | P            | Jin Air   |
| 2017 | GSL Season 1                          | ₩ 170.000.000 | Kim „Stats“ Dae-yeob        | P            | Splyce    | 4 – 2    | Eo „soO“ Yoon-su            | Z            | (teamlos) |
| 2017 | GSL Super Tournament #1               | ₩ 030.000.000 | Kim „herO“ Joon-ho          | P            | ROOT      | 4 – 2    | Han „aLive“ Lee-seok        | T            | mYi       |
| 2017 | GSL Season 2                          | ₩ 170.000.000 | Koh „GuMiho“ Byung-jae      | T            | PSISTORM  | 4 – 2    | Eo „soO“ Yoon-su            | Z            | (teamlos) |
| 2017 | GSL vs. The World                     | ₩ 108.000.000 | Lee „INnoVation“ Shin-hyung | T            | (teamlos) | 4 – 0    | Jun „TY“ Tae-yang           | T            | Splyce    |
| 2017 | GSL Season 3                          | ₩ 170.000.000 | Lee „INnoVation“ Shin-hyung | T            | (teamlos) | 4 – 3    | Kim „sOs“ Yoo-jin           | P            | Jin Air   |
| 2017 | GSL Super Tournament #2               | ₩ 030.000.000 | Lee „Rogue“ Byung-ryul      | Z            | Jin Air   | 4 – 3    | Kim „herO“ Joon-ho          | P            | ROOT      |
| 2018 | GSL Season 1                          | ₩ 170.000.000 | Cho „Maru“ Seong-ju         | T            | Jin Air   | 4 – 2    | Kim „Stats“ Dae-yeob        | P            | Splyce    |
| 2018 | GSL Super Tournament #1               | ₩ 030.000.000 | Kim „Stats“ Dae-yeob        | P            | Splyce    | 4 – 3    | Park „Dark“ Ryung-woo       | Z            | (teamlos) |
| 2018 | GSL Season 2                          | ₩ 170.000.000 | Cho „Maru“ Seong-ju         | T            | Jin Air   | 4 – 0    | Joo „Zest“ Sung-wook        | P            | (teamlos) |
| 2018 | GSL vs. The World                     | ₩ 105.000.000 | Joona „Serral“ Sotala       | Z            | ENCE      | 4 – 3    | Kim „Stats“ Dae-yeob        | P            | Splyce    |
| 2018 | GSL Season 3                          | ₩ 170.000.000 | Cho „Maru“ Seong-ju         | T            | Jin Air   | 4 – 3    | Jun „TY“ Tae-yang           | T            | Splyce    |
| 2018 | GSL Super Tournament #2               | ₩ 030.000.000 | Kim „Classic“ Doh-woo       | P            | Gosu Crew | 4 – 3    | Kim „sOs“ Yoo-jin           | P            | Jin Air   |
| 2019 | GSL Season 1                          | ₩ 170.000.000 | Cho „Maru“ Seong-ju         | T            | Jin Air   | 4 – 2    | Kim „Classic“ Doh-woo       | P            | (teamlos) |
| 2019 | GSL Super Tournament #1               | ₩ 028.000.000 | Kim „Classic“ Doh-woo       | P            | (teamlos) | 4 – 1    | Koh „GuMiho“ Byung-jae      | T            | PSISTORM  |
| 2019 | GSL Season 2                          | ₩ 170.000.000 | Park „Dark“ Ryung-woo       | Z            | Gosu Crew | 4 – 2    | Cho „Trap“ Sung-ho          | P            | Jin Air   |
| 2019 | GSL vs. The World                     | ₩ 100.000.000 | Joona „Serral“ Sotala       | Z            | ENCE      | 4 – 2    | Mikołaj „Elazer“ Ogonowski  | Z            | AGO       |
| 2019 | GSL Season 3                          | ₩ 170.000.000 | Lee „Rogue“ Byung-ryul      | Z            | Jin Air   | 4 – 0    | Cho „Trap“ Sung-ho          | P            | Jin Air   |
| 2019 | GSL Super Tournament #2               | ₩ 030.000.000 | Park „Dark“ Ryung-woo       | Z            | (teamlos) | 4 – 0    | Jun „TY“ Tae-yang           | T            | Splyce    |
| 2020 | GSL Super Tournament #1               | 30.000 $      | Cho „Maru“ Seong-ju         | T            | Jin Air   | 4 – 3    | Park „Dark“ Ryung-woo       | Z            | DPG       |
| 2020 | GSL Season 1                          | 140.000 $     | Jun „TY“ Tae-yang           | T            | Afreeca   | 4 – 0    | Kim „Cure“ Doh-wook         | T            | DPG       |
| 2020 | GSL Season 2                          | 140.000 $     | Lee „Rogue“ Byung-ryul      | Z            | Jin Air   | 4 – 1    | Kim „Stats“ Dae-yeob        | P            | Afreeca   |
| 2020 | GSL Season 3                          | 140.000 $     | Jun „TY“ Tae-yang           | T            | Afreeca   | 4 – 2    | Cho „Maru“ Seong-ju         | T            | Jin Air   |
| 2020 | GSL Super Tournament #2               | 30.000 $      | Cho „Trap“ Sung-ho          | P            | (teamlos) | 4 – 3    | Kim „Stats“ Dae-yeob        | P            | Afreeca   |
| 2021 | GSL Super Tournament #1               | 25.600 $      | Cho „Trap“ Sung-ho          | P            | Afreeca   | 4 – 2    | Park "Zoun" Han-sol         | P            | Alpha X   |
| 2021 | GSL Season 1                          | 118.000 $     | Lee „Rogue“ Byung-ryul      | Z            | DPG       | 4 – 1    | Cho „Maru“ Seong-ju         | T            | Team NV   |
| 2021 | GSL Super Tournament #2               | 25.600 $      | Cho „Trap“ Sung-ho          | P            | Afreeca   | 4 – 2    | Park "Zoun" Han-sol         | P            | Alpha X   |
| 2021 | GSL Season 2                          | 118.000 $     | Park „Dark“ Ryung-woo       | Z            | DPG       | 4 – 1    | Cho „Trap“ Sung-ho          | P            | Afreeca   |
| 2021 | GSL Season 3                          | 118.000 $     | Kim „Cure“ Doh-wook         | T            | DPG       | 4 – 2    | Joo „Zest“ Sung-wook        | P            | DPG       |
| 2021 | GSL Super Tournament #3               | 25.600 $      | Lee „Rogue“ Byung-ryul      | Z            | DPG       | 4 – 3    | Cho „Maru“ Seong-ju         | T            | Team NV   |
| 2022 | GSL Super Tournament #1               | 30.500 $      | Joo „Zest“ Sung-wook        | P            | DPG       | 4 – 3    | Park „Dark“ Ryung-woo       | Z            | DPG       |
| 2022 | GSL Season 1                          | 123.000 $     | Lee „Rogue“ Byung-ryul      | Z            | DPG       | 4 – 2    | Jang „Creator“ Hyun-woo     | P            | Team NV   |
| 2022 | GSL Season 2                          | 123.000 $     | Kim „herO“ Joon-ho          | P            | DPG       | 4 – 1    | Cho „Maru“ Seong-ju         | T            | Onsyde    |
| 2022 | GSL Season 3                          | 123.000 $     | Cho „Maru“ Seong-ju         | T            | Onsyde    | 4 – 0    | Shin „RagnaroK“ Hee-beom    | Z            | Alpha X   |
| 2022 | GSL Super Tournament #2               | 30.500 $      | Kang „Solar“ Min-soo        | Z            | Onsyde    | 4 – 3    | Park „Dark“ Ryung-woo       | Z            | DPG       |
| 2023 | GSL Season 1                          | ₩ 34.000.000  | Cho „Maru“ Seong-ju         | T            | Onsyde    | 4 – 2    | Kim „Cure“ Doh-wook         | T            | ABYDOS    |
| 2023 | GSL Season 2                          | ₩ 34.000.000  | Cho „Maru“ Seong-ju         | T            | Onsyde    | 4 – 2    | Park „Dark“ Ryung-woo       | Z            | DKZ       |
| 2023 | GSL Season 3                          | ₩ 34.000.000  | Kang „Solar“ Min-soo        | Z            | Onsyde    | 4 – 1    | Koh „GuMiho“ Byung-jae      | T            | Cloud 9   |
| 2024 | GSL Season 1                          | ₩ 20.000.000  | Cho „Maru“ Seong-ju         | T            | Vitality  | 4 – 1    | Kim „herO“ Joon-ho          | T            | DKZ       |
| 2024 | GSL Season 2                          | ₩ 20.000.000  | Park „Dark“ Ryung-woo       | Z            | Talon     | 4 – 2    | Cho „Maru“ Seong-ju         | T            | Vitality  |

|  | reguläre Saison |  | besonderes Event | T = Terraner, P = Protoss, Z = Zerg | 150.000.000 ₩ entsprechen rund 100.000 € |

### GSTL
| Jahr | Name des Turniers | Preisgeld    | Gewinner           | Ergebnis | Finalist           |
| ---- | ----------------- | ------------ | ------------------ | -------- | ------------------ |
| 2011 | GSTL February     | ₩ 15,000,000 | Incredible Miracle | 5 – 4    | StarTale           |
| 2011 | GSTL March        | ₩ 15,000,000 | SlayerS            | 5 – 4    | Incredible Miracle |
| 2011 | GSTL May          | ₩ 15,000,000 | SlayerS            | 5 – 3    | MVP                |
| 2011 | GSTL Season 1     | ₩ 50,000,000 | MVP                | 5 – 2    | Prime              |
| 2012 | GSTL Season 1     | ₩ 63,000,000 | Prime              | 5 – 0    | StarTale-Quantic   |
| 2012 | GSTL Season 2     | ₩ 63,000,000 | FXOpen             | 5 – 0    | SlayerS-EG         |
| 2012 | GSTL Season 3     | ₩ 63,000,000 | FXOpen             | 5 – 3    | MVP                |
| 2013 | GSTL Preseason    | ₩ 03,000,000 | Incredible Miracle | 4 – 2    | Azubu              |
| 2013 | GSTL Season 1     | ₩ 92,000,000 | Incredible Miracle | 5 – 3    | MVP                |
| 2013 | GSTL Season 2     | ₩ 79,400,000 | Axiom-Acer         | 4 – 2    | Azubu              |